# Eosiren
Eosiren es un tipo extinto de sirenios que vivió durante el Eoceno.

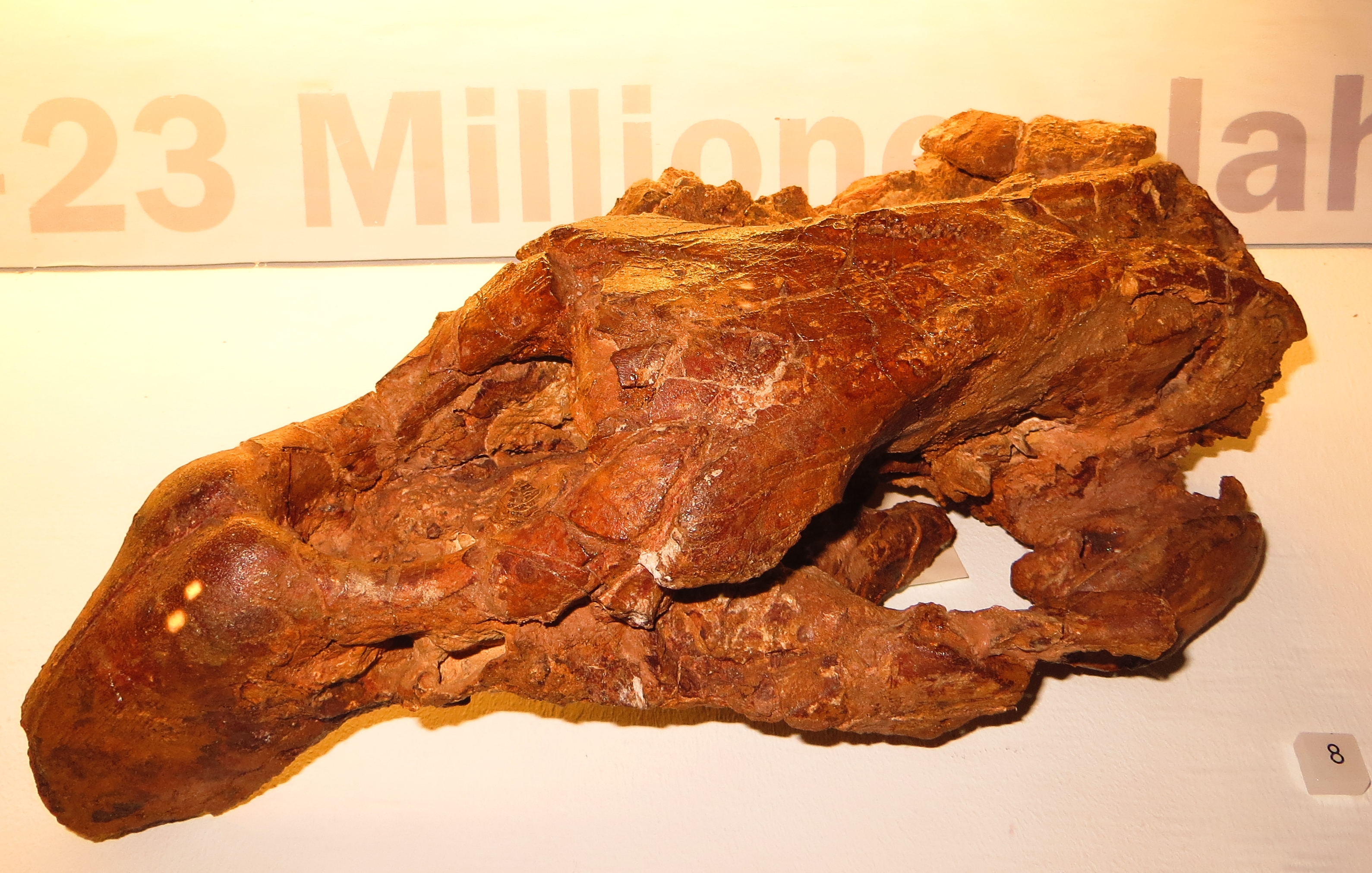
Esqueleto de E. libyca

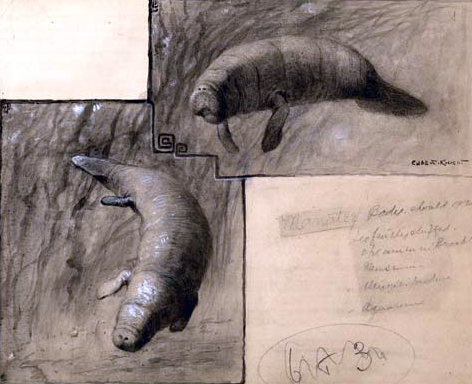
E. libyca y un Trichechus Charles R. Knight